# Jens B. Nordström
Jens Birger Nordström, känd som Jens B. Nordström, född 27 december 1976 i Östersund, är en svensk journalist och författare. Han arbetar som politisk reporter på TV4-nyheterna, där han tidigare varit ekonomikommentator. 

## Biografi
Nordström studerade vid Uppsala universitet, där han blev fil. kand. i statskunskap. Han började arbeta som journalist 1995 på Östersunds-Posten. 1997 antogs han som värnpliktig reporter till Värnpliktsnytt. Därefter har han arbetat på bland annat Svenska Dagbladet och Aftonbladet. Nordström bodde i New York mellan 2008 och 2010. Där bevakade han bland annat Lehman Brothers konkurs och den efterföljande finanskrisen. Han vikarierade sommaren 2012 och 2013 som programledare för Nyhetsmorgon.
Nordström har skrivit fyra böcker. Två av dem är relaterade till bilmärket Saab: Cirkus Muller utgavs i mars 2011, och porträtterar den nederländske affärsmannen Victor Muller. Saabs sista strid utkom i augusti 2014, och beskriver de sista åren för det svenska bilmärket och konkursen i Trollhättan. Båda böckerna fick positiva recensioner i bland annat Dagens Nyheter, Expressen och Aftonbladet.
25 augusti 2016 publicerade Nordström Tronstriden. Boken avhandlar den maktkamp som utspelade sig i SCA och Industrivärden 2015, och händelserna bakom att Sverker Martin-Löf tvingades lämna näringslivet. Boken ledde till en pressetisk debatt om Svenska Dagbladets tidigare bevakning av ämnet.
I september 2020 kom boken Det stora pensionsrånet - miljardsvindeln i Falcon Funds, som berättar om hur ett fåtal personer kunde råna 21 000 pensionssparare på miljarder kronor i pensionsfonderna Falcon Funds. Boken nominerades till journalistpriset Guldspaden i april 2021.

## Priser
- Journalistpriset Guldspaden  2015 för boken Saabs sista strid.[2] [9]